# Andliga sånger (musikalbum)
Andliga sånger är ett studioalbum från 1989 av Christer Sjögren, Vikingarna, och The Jordanaires,  med religiösa melodier. De placerade sig som högst på åttonde plats på den svenska albumlistan.

## Låtlista
1. Pärleporten
2. Crying in the Chapel
3. Barnatro
4. Han är min sång och min glädje
5. Gyllne morgon
6. Jag har hört om en stad
7. Räck mig din hand
8. När du går över floden
9. Guldgrävarsången
10. How Great Thou Art
11. Ovan där
12. Var jag går i skogar, berg och dalar
13. O sällhet stor

## Listplaceringar
| Lista (1989-1990) | Topplacering |
| ----------------- | ------------ |
| Sverige           | 8            |